# Józef Czarnecki
Józef Stanisław Czarnecki (ur. 17 lutego 1907 w Rębowie, zm. 17 czerwca 1940 w Azoudange) – polski nauczyciel, działacz oświatowy i emigracyjny, pracownik Konsulatu Generalnego RP w Lille oraz instruktor oświatowy Związku Polaków we Francji. W latach 1937–1939 pełnił funkcję sekretarza redakcji czasopisma Poradnik Oświatowy, głównego organu polskiej prasy oświatowej we Francji. Poległ w trakcie kampanii francuskiej, w Bitwie pod Azoudange, pełniąc funkcję zastępcy dowódcy plutonu ckm.

## Życiorys

### Wczesne lata
Urodził się w Rębowie jako syn nauczyciela Jana Czarneckiego oraz Marii (właśc. Marianna Franciszka) z domu Tauzowskiej.

### Praca we Francji
W 1935 roku wyjechał do Francji, gdzie został nauczycielem w miejscowości Auchel. Od 1 grudnia 1936 pracował w Konsulacie Generalnym RP w Lille. W lutym 1937 objął stanowisko sekretarza redakcji w nowo utworzonym czasopiśmie Poradnik Oświatowy, wydawanym przez Radę Porozumiewawczą Związków Polskich we Francji, a od grudnia 1938 roku – przez Związek Polaków we Francji. Był sekretarzem redakcji czasopisma przez cały okres jego istnienia, publikował w nim również własne artykuły.
W latach 1936–1939 był jednym z koordynatorów Komisji Kulturalno-Oświatowej – początkowo jako zastępca kierownika w strukturach Rady Porozumiewawczej, następnie jako sekretarz tejże komisji, po jej włączeniu w struktury Związku Polaków we Francji utworzonego 11 grudnia 1938 roku. W sierpniu 1938 roku, Józef Czarnecki z ramienia Komisji Kult. – Ośw, organizował Kurs Informacyjny dla Działaczy Społecznych w Carteret. Wśród tematów omawianych na kursie znalazło się m.in. zagadnienie przeciwdziałania komunizmowi. Był również zaangażowany w organizację Miesiąca Zbiórki na Oświatę w okręgu konsularnym Lille.

### Służba wojskowa i kampania francuska
Po wybuchu II wojny światowej zgłosił się na ochotnika do formującej się w Bretanii Armii Polskiej we Francji. 29 września 1939 roku o godz. 18:40 odjechał z Douai do obozu wojskowego w Coëtquidan, wraz z grupą 70 ochotników.
W Coëtquidan ukończył Szkołę Podchorążych Piechoty, uzyskując stopień kaprala podchorążego, następnie został przydzielony do 1. kompanii ckm i broni towarzyszącej, pod dowództwem kpt. Józefa Chlipały, w ramach 1. batalionu mjr. Stanisława Karolusa, w składzie 3. Pułku Grenadierów Śląskich. Pełnił funkcję zastępcy dowódcy plutonu, którym dowodził ppor. Leonard Wojciechowicz. Jednym z członków 1. kompanii ckm był Ryszard Nuszkiewicz.
Zginął 17 czerwca 1940 roku broniąc punktu obrony w lasku Sce Ste Colombe położonym na północno-zachodnim skraju miejscowości Azoudange.

### Rodzina
Jego wnukiem jest olimpijczyk Krzysztof Józef Stefaniak.

## Upamiętnienie
Józef Czarnecki został pośmiertnie upamiętniony na łamach prasy emigracyjnej. W wydaniu Wiarusa Polskiego z 17 września 1960 roku, w relacji z walnego zjazdu Niezależnego Związku Nauczycielstwa Polskiego we Francji, jego nazwisko znalazło się na liście nauczycieli, którzy zginęli w czasie wojny. Ponadto w numerze Tygodnika Polskiego z 5 listopada 1961 roku, wymieniono go wśród poległych nauczycieli, w tekście poświęconym bohaterstwu nauczycieli emigracyjnych podczas II wojny światowej.